# Mathilde Battenberg
Mathilde Battenberg (Alzey, 4 de abril de 1878 — Frankfurt am Main, 13 de agosto de 1936) foi uma pintora alemã.

## Vida e Obra
Carolina Luísa Mathilde Elisabeth Battenberg era a filha mais velha do professor Friedrich Wilhelm Battenberg e da sua esposa Mathilde. Friedrich Battenberg tornou-se pastor na Igreja de São Pedro em Frankfurt em 1884, então a família mudou-se para Frankfurt e de 1893 para Jahnstraße 20. Mathilde Battenberg passou seus anos escolares, em parte morando com parentes, em Estrasburgo, no Institut Bon Pasteur. Realizando seu sonho de infância, ela recebeu aulas no Städel em 1895-99 - como uma das primeiras alunas de pintura com Ottilie W. Roederstein. Battenberg também impressionou com o fato de viver emancipada, incomum para a época, com uma parceira de vida. Após seus estudos, Battenberg viveu em Frankfurt com sua parceira Elisabeth H. Winterhalter e, a partir de 1912, após a morte de seus pais, com seu irmão mais novo, Hans.